# Dylan McIlrath
Dylan McIlrath (* 20. April 1992 in Winnipeg, Manitoba) ist ein kanadischer Eishockeyspieler, der seit Juli 2021 bei den Washington Capitals aus der National Hockey League unter Vertrag steht und parallel für deren Farmteam, die Hershey Bears, in der American Hockey League auf der Position des Verteidigers spielt.

## Karriere
Beim Bantam Draft 2007 der Western Hockey League wurde McIlrath an 46. Stelle von den Moose Jaw Warriors ausgewählt. Sein Debüt in der WHL gab er in der Saison 2008/09, in der er in 53 Spielen vier Punkte erzielte. Auch in den beiden folgenden Spielzeiten ging für Warriors auf Eis und machte sich dabei vor allem durch sein körperbetontes Spiel einen Namen. In drei Jahren in der WHL kassierte der Verteidiger 460 Strafminuten. 2010 nahm er für das Team Orr am CHL Top Prospects Game teil und wurde beim NHL Entry Draft 2010 an zehnter Stelle von den New York Rangers ausgewählt. Im März 2011 unterschrieb er dann einen Vertrag bei den Rangers und absolvierte anschließend zwei Spiele für das Farmteam der Rangers, die Connecticut Whale, in der American Hockey League.

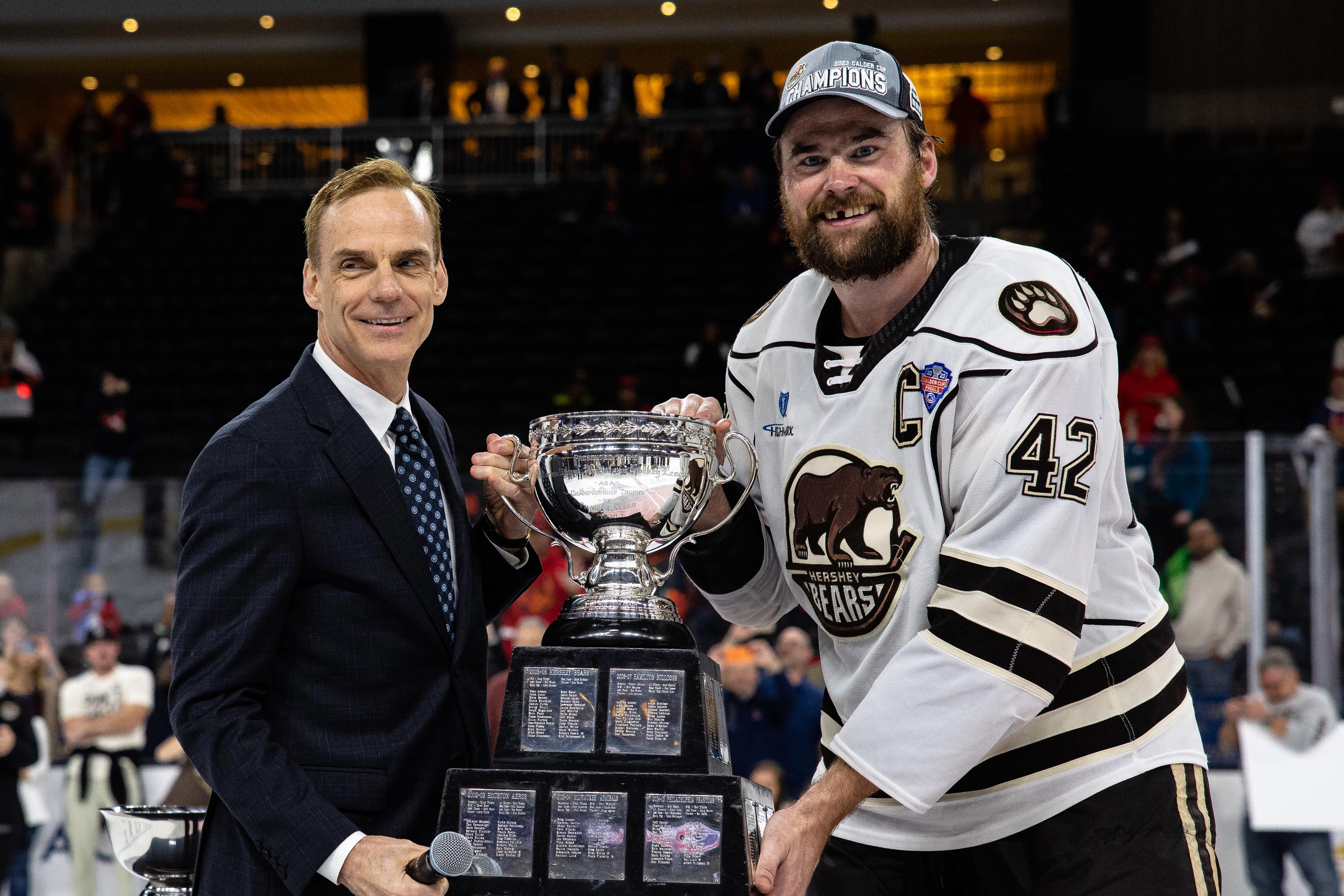
McIlrath nach dem Gewinn des Calder Cups (2023)

In der Spielzeit 2012/13 bestritt er seine erste vollständige Saison für die Whale in der AHL. Auch das folgende Jahr verbrachte er überwiegend in Connecticut, bevor er im Dezember 2013 erstmals in den Kader der Rangers berufen wurde und im Spiel gegen die Columbus Blue Jackets sein Debüt in der höchsten Spielklasse Nordamerikas gab. Wenige Tager später bestritt McIlrath in seinem zweiten Einsatz gegen die Calgary Flames seinen ersten Faustkampf in der NHL, nachdem er mit dem Enforcer Brian McGrattan aneinandergeriert. Nach einer weiteren Saison, die der Verteidiger zum Großteil in der AHL verbrachte, konnte er sich während der Vorbereitung im Sommer 2015 für den Kader der Rangers empfehlen und erhält seit Beginn der Saison 2015/16 regelmäßig Einsätze in der NHL. Im Dezember 2015 gelang ihm in der Partie gegen die Edmonton Oilers sein erstes Tor im Trikot der Blueshirts.
Nach über fünf Jahren in der Organisation der Rangers wurde McIlrath im November 2016 an die Florida Panthers abgegeben, die im Gegenzug Steven Kampfer nach New York schickten. Auch dort konnte er sich in der Folge nicht durchsetzen und spielte mit der Ausnahme von fünf NHL-Partien ausschließlich für die Springfield Thunderbirds in der AHL. Im Rahmen der Trade Deadline Anfang März 2017 wurde er zusammen mit einem konditionalen Drittrunden-Wahlrecht im NHL Entry Draft 2017 an die Detroit Red Wings abgegeben. Im Gegenzug wechselte Thomas Vanek nach Florida. Mit den Grand Rapids Griffins, dem Farmteam der Red Wings, gewann er anschließend die AHL-Playoffs um den Calder Cup.
Nach über vier Jahren in der Organisation der Red Wings wechselte McIlrath im Juli 2021 als Free Agent zu den Washington Capitals. Mit deren Farmteam, den Hershey Bears, gewann er am Ende der Spielzeit 2022/23 erneut die AHL-Playoffs und somit seinen zweiten Calder Cup. Diesen Erfolg wiederholte er ein drittes Mal im Folgejahr, ebenfalls mit den Bears.

## Spielweise
McIlrath gilt als Verteidiger, der sich aufgrund seiner Statur insbesondere über Zweikampfhärte sowie Physis hervortut und dessen primäre Aufgaben im defensiven Bereich liegen. Infolge seiner körperbetonten Spielweise gerät er regelmäßig in Faustkämpfe und verzeichnet oftmals eine hohe Anzahl an Strafminuten. Er verfügt über einen harten Schlagschuss und bekommt daher auch teilweise Einsatzzeiten in Überzahlsituationen. Der Kanadier weist in Bezug auf seine Fähigkeiten beim Skating sowie beim defensiven Stellungsspiel weiterhin Defizite auf. McIlrath selbst bezeichnet etablierte NHL-Verteidiger wie Shea Weber und Travis Hamonic als seine spielerischen Vorbilder.

## Erfolge und Auszeichnungen
| - 2010 Teilnahme am CHL Top Prospects Game - 2017 Calder-Cup-Gewinn mit den Grand Rapids Griffins - 2023 Calder-Cup-Gewinn mit den Hershey Bears | - 2024 Teilnahme am AHL All-Star Classic - 2024 Calder-Cup-Gewinn mit den Hershey Bears |

## Karrierestatistik
Stand: Ende der Saison 2024/25
(Legende zur Spielerstatistik: Sp oder GP = absolvierte Spiele; T oder G = erzielte Tore; V oder A = erzielte Assists; Pkt oder Pts = erzielte Scorerpunkte; SM oder PIM = erhaltene Strafminuten; +/− = Plus/Minus-Bilanz; PP = erzielte Überzahltore; SH = erzielte Unterzahltore; GW = erzielte Siegtore; 1 Play-downs/Relegation; Kursiv: Statistik nicht vollständig)